# سامرلین (نوادا)
سامرلین (به انگلیسی: Summerlin) یک منطقهٔ مسکونی در ایالات متحده آمریکا است که در نوادا واقع شده‌است.